# Be a Little Sport
Be a Little Sport è un film muto del 1919 diretto da Scott R. Dunlap. Prodotto e distribuito dalla Fox Film Corporation, aveva come interpreti Albert Ray, Elinor Fair, Lule Warrenton, George Hernandez, Leota Lorraine, Eugene Pallette.

## Trama
Gerald Faulkner, giovane venditore, è innamorato di Carlotta La Mere, una ragazza del coro e suo zio Dunley gli promette centomila dollari se si sposerà entro il sabato successivo. Gerald si dichiara a Carlotta che acconsente a sposarlo ma, il giorno precedente al matrimonio, chiede il rinvio di un giorno. La ragazza, che nel frattempo ha conosciuto zio Dunley, inizia un flirt con lui, ignorandone la parentela con il fidanzato. Intanto, Norma Martin, una stenografa, accetta di aiutare Gerald prendendo parte a una falsa cerimonia di matrimonio ma il celebrante che si presenta è un vero pastore e i due finiscono per sposarsi per davvero. Ne derivano complicazioni che coinvolgono Carlotta e il flirt con zio Dunley viene alla luce. Gerald e Norma scoprono di essere innamorati e decidono di rimanere sposati.

## Produzione
Il film fu prodotto dalla Fox Film Corporation.

## Distribuzione
Il copyright del film, richiesto da William Fox, fu registrato il 29 giugno 1919 con il numero LP13926.
Distribuito dalla Fox Film Corporation, il film uscì nelle sale statunitensi il 29 giugno 1919.
Non si conoscono copie ancora esistenti della pellicola che viene considerata presumibilmente perduta.